# Neve Campbell
Neve Adrianne Campbell (født 3. oktober 1973 i Guelph, Ontario, Canada) er en canadisk filmskuespillerinde, aktiv i amerikansk film.
Hun begyndte sin karriere i canadisk fjernsyn i 1992, og filmdebuterede i 1994. Især hovedrollen Julia Salinger i tv-serien Vi bli'r i familien (Party of Five, 1994-2000) og hovedpersonen Sidney i gyserfilmserien Scream (1996; opfølgere 1997, 2000 og 2011), gjorde hende populær. Hun har desuden spillet centrale roller i John McNaughtons thriller Wild Things (1998), i Studio 54 (1998) og Three to Tango (1999). Hun har siden bl.a. haft hovedrollen i Robert Altmans balletfilm The Company (2003).